# Raffaella (singolo)
Raffaella è un singolo del cantautore italiano Cristiano Malgioglio, in collaborazione con il gruppo musicale spagnolo Varry Brava, pubblicato il l'8 dicembre 2022.

## Descrizione
Il brano è stato utilizzato come sigla del programma di Rai 2 Mi casa es tu casa, condotto dallo stesso Cristiano Malgioglio.

## Tracce
Testi e musiche di Aarön Sáez e Oscar Ferrer.
1. Vita porno (feat. Varry Brava) – 2:46